# Lightning Bolt (Pearl-Jam-Album)
Lightning Bolt ist das zehnte Studioalbum der US-amerikanischen Band Pearl Jam. Es erschien am 15. Oktober 2013.

## Titelliste
1. Getaway – 3:26
2. Mind Your Manners  – 2:38
3. My Father’s Son – 3:07
4. Sirens – 5:41
5. Lightning Bolt – 4:13
6. Infallible – 5:22
7. Pendulum – 3:44
8. Swallowed Whole – 3:51
9. Let the Records Play – 3:46
10. Sleeping by Myself – 3:04
11. Yellow Moon – 3:52
12. Future Days – 4:22

## Auszeichnung
Das Album wurde am 8. Februar 2015 mit dem Grammy, dem wichtigsten US-Musikerpreis, ausgezeichnet. Die Auszeichnung wurde vergeben für die beste Verpackungsgestaltung (Best Recording Package).

## Mitwirkende und Aufnahme
Produziert wurde das Album von Brendan O’Brien. Beteiligte Toningenieure an der Entstehung sind Tom Syrowski, Martin Cooke, Billy Joe Bowers, Lowell Reynolds, Nick DiDia, John Burton, Tom Tapley und Floyd Reitsma. Die Aufnahmen entstanden in den Henson Recording Studios in Los Angeles sowie in Seattle (Studio X und Studio Litho).

## Kommerzieller Erfolg

### Chartplatzierungen
| ChartsChartplatzierungen       | Höchstplatzierung | Wochen |
| ------------------------------ | ----------------- | ------ |
| Deutschland (GfK)              | 4 (11 Wo.)        | 11     |
| Österreich (Ö3)                | 3 (10 Wo.)        | 10     |
| Schweiz (IFPI)                 | 2 (13 Wo.)        | 13     |
| Vereinigte Staaten (Billboard) | 1 (16 Wo.)        | 16     |
| Vereinigtes Königreich (OCC)   | 2 (4 Wo.)         | 4      |

| ChartsJahrescharts (2013)      | Platzierung |
| ------------------------------ | ----------- |
| Schweiz (IFPI)                 | 81          |
| Vereinigte Staaten (Billboard) | 99          |

### Auszeichnungen für Musikverkäufe
| Land/Region                  | Auszeichnungen für Musikverkäufe (Land/Region, Auszeichnung, Verkäufe) | Verkäufe |
| ---------------------------- | ---------------------------------------------------------------------- | -------- |
| Australien (ARIA)            | Gold                                                                   | 35.000   |
| Brasilien (PMB)              | Gold                                                                   | 20.000   |
| Italien (FIMI)               | Platin                                                                 | 50.000   |
| Kanada (MC)                  | Platin                                                                 | 80.000   |
| Polen (ZPAV)                 | Gold                                                                   | 10.000   |
| Portugal (AFP)               | 3× Platin                                                              | 60.000   |
| Vereinigtes Königreich (BPI) | Silber                                                                 | 60.000   |
| Insgesamt                    | 1× Silber · 3× Gold · 5× Platin ·                                      | 315.000  |

Hauptartikel: Pearl Jam/Auszeichnungen für Musikverkäufe